# كسر آي أو إس
شلال رباعي يشوف نفسه حسره من ااي يكشف عورات المسلمين حماية الآي أو إس أو جيلبريك (بالإنجليزية: IOS jailbreaking) عملية إزالة القيود التي تفرضها أبل على الأجهزة التي تعمل بنظام آي أو إس. هذه الأجهزة تشمل آي فون وآي بود تاتش وآي باد والجيل الثاني من أبل تي في. كسر الحماية يسمح للمستخدمين بالحصول على صلاحيات الجذر(root access) للنظام، مما يسمح لمستخدمي آي أو إس من تحميل تطبيقات وإضافات وثيمات غير متوفرة في متجر تطبيقات أبل. سيبقى بإمكان الجهاز مكسور الحماية استعمال متجر تطبيقات أبل وآيتونز. بخلاف الأجهزة التي تعمل بنظام الأندرويد، كسر الحماية ضروري إذا ما أراد المستخدم تشغيل برامج غير مرخصة من قبل أبل.
وفقا لـ Digital Millennium Copyright Act, كسر حماية أجهزة أبل هو قانوني في الولايات المتحدة، بالرغم من أن أبل قد أعلنت أن هذه الفعل «قد يؤدي إلى إلغاء الضمان».
كسر حماية الآي أو إس يختلف عن فتح الـSIM, والذي يمكنك من استخدام هاتفك مع أية شريحة SIM بدون قيود، مثل بلد أو شبكة محددة. كسر الآي أو إس، حسب آبل، سيفقدك كفالة هاتفك، لكن يمكنك إعادة الجهاز كما كان بسهولة من خلال الآي تيونز.

## أنواع كسر الحماية

### كسر الحماية غير المقيد
هذا النوع من كسر الحماية يسمح لك بإعادة تشغيل الجهاز دون الحاجة إلى إعادة تمهيد وبدون الحاجة لمساعدة الكمبيوتر.

### كسر الحماية شبه المقيد
هو نوع من أنواع كسر الحماية الذي يسمح لك بإعادة تشغيل الجهاز دون الحاجة إلى عمل إعادة تمهيد، كما يبدو أنها مشابه جداً لكسر الحماية غير المقيد، ولكن في الواقع 99% من التطبيقات ذات صله لن تعمل، كسر الحماية هذا يعمل كحماية للجهاز عند إعادة تشغيل الجهاز وأنت في الخارج، ولذلك سيقدم لك الاستفادة القصوى، ولن تحتاج إلى إعادة التمهيد من ريدسنو، فمثلاً هنالك الكثير منا يبقى جهازه عالقاً على شعار آبل بينما أكون في الخارج وهذا بسبب كسر الحماية المقيد، لذلك أعتقد بأنه سيكون مفيد.

### كسر الحماية المقيد
معنى كسر الحماية المقيد أنك بحاجه إلى توصيل جهاز الآي أو إس الخاص بك في الحاسب وعمل إعادة تمهيد لكسر الحماية المقيد من خلال برنامج redsn0w، وفي حال لم يكن لديك جهاز كمبيوتر مع برنامج redsn0w سيبقى جهازك عالقاً على شعار أبل.

## أسباب كسر الحماية
أحد الأسباب الرئيسية لكسر الحماية هو توسيع الخاصية الموضوعة من قبل أبل ومتجر التطبيقات الخاص بها. أغلب أدوات كسر الحماية تقوم بتثبيت سيديا، وهو تطبيق لإيجاد وتثبيت برمجيات للأجهزة مكسورة الحماية.
بعض المستخدمين ينظر إلى البرمجيات خارج متجر التطبيقات للتعبير عن معارضتهم للرقابة التي تفرضها أبل على المحتوى عن طريق عملية الموافقة على التطبيقات. ففي أواخر 2010, قامت أبل بحظر تطبيق قدم بواسطة رسام الكارتون مارك فيوري الحاصل على جائزة بوليتزر، بحجة «السخرية من شخصيات عامة», في انتهاك للقسم 3.3.14 في اتفاقية برنامج مطور الآي فون. عاود أبل الاتصال بفيوري وطلبت منه تقديم التطبيق للموافقة عليه. في أواخر 2010, حظرت أبل استخدام تطبيقات التي تسمح بالتبرع لمنظمات غير ربحية وللجمعيات غير الخيرية. حظرت أبل أيضا تطبيق ويكيليكس المثير للجدل، مشيرة إلى أنه «ينتهك مبادئ المطور خاصتهم». مع استمرار قائمة التطبيقات المحظورة بالازدياد، بعض المستخدمين يجد كسر الحماية كبديل قابل للتطبيق لرقابة أبل على المحتوى.

## أمان
أول دودة آي فون، آي كي، ظهرت في تشرين الثاني 2009, أنشئت على يد طالب أسترالي يبلغ من العمر 21. اخبر الاعلام الأسترالي أنه أنشئ هذة الدودة ليرفع مستوى الوعي لمسألة الأمان، كسر الحماية تسمح للمستخدمين بتثبيت خدمة SSH, التي غالبا ما تترك في الواقع في حالة غير أمنة. في نفس الشهر، قدمت شركة F-Secure تقريرا، عن دودة خبيثة تقوم بالتنصت على المعاملات المصرفية من الأجهزة مكسورة الحماية في هولندا، بشكل مماثل الأجهزة المتضررة كان مثبت عليها خدمة SSH بدون تغيير كلمة المرور الافتراضية.
في الخامس عشر من تموز، اطلقت أبل إصدار جديدة من آي أو إس التي أغلقت الثغرة المستخدمة في JailbreakMe 3.0. قدم المكتب الفيدرالي لأمن المعلومات الألماني تقريرا أن «الضعف الحرج» المكشوف من قبل JailbreakMe يعني أن مستخدمي آي أو إس معرضون لسرقة معلوماتهم أو تحميل من غير قصد برمجيات خبيثة عن طريق الضغط على ملفات PDF موضوعة بشكل ضار. قبل إصدار أبل إصلاح لهذه الفجوة الأمنية، توفر لمستخدمي كسر الحماية حل من قبل مطور JailbreakMe.

## تاريخ أدوات كسر حماية آي أو إس

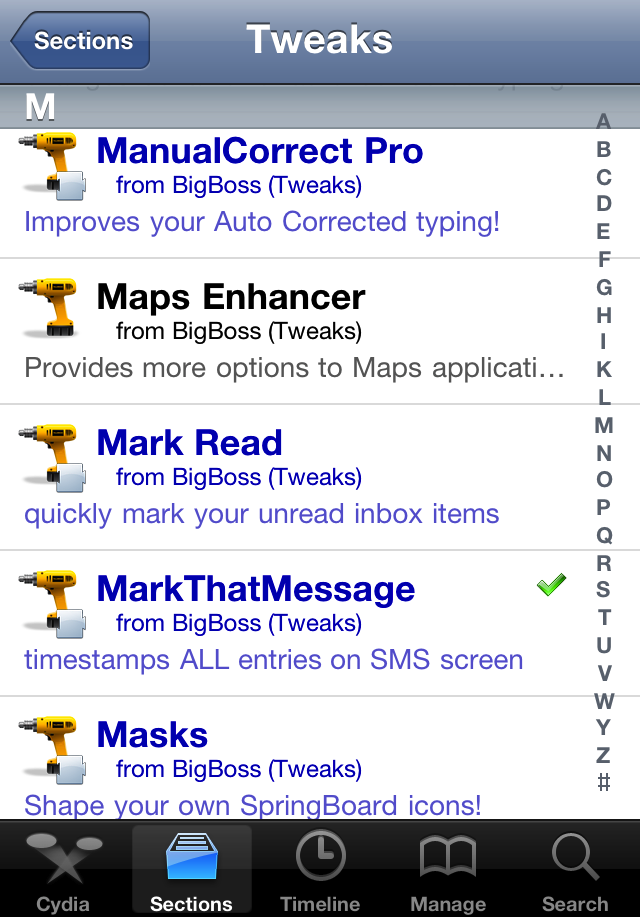
سيديا يظهر قائمة برمجيات متوفرة للأجهزة المكسورة حمايتها

قام العديد من المطورين وفرق المطورين بإنتاج أدوات كسر الحماية، قادرة بشكل جماعي على كسر حماية تقريبا جميع أجهزة آي أو إس وجميع نسخ آي أو إس.
بعد بضعة أيام من إصدار الآي فون الأول سنة 2007, أصدر الطورون أول أداة كسر حماية له. وفي تشرين الأول 2007, JailbreakMe 1.0 سمح للمستخدمين بكسر حماية آي أو إس 1.1.1 على كلا الجهازين الآي فون والآي بود.
قام فريق iPhone Dev Team بإطلاق أداة كسر حماية معتمدة على الكمبيوتر لنسخ آي أو إس من 2.0 إلى 5.0.1 على معظم الأجهزة. أصدروا نسخة من PwnageTool في تموز 2008 لكسر حماية للآي فون 3GS الجديد على إصدار آي أو إس 2.0 بالإضافة إلى آي بود تاتش، الذي يشتمل من جديد على سيديا كمثبت طرف ثالث رئيسي لبرمجيات كسر الحماية. كما قام الفريق بإطلاق QuickPWN لكسر حماية آي أو إس 2.2. بعد إطلاق أبل للآي أو إس 3.0, قام الفريق بإصدار redsn0w كأداة كسر حماية بسيطة مستخدمة على وندوز وماك. استمروا في تطوير redsn0w لسكر حماية معظم إصدارات آي أو إس 4 وآي أو إس 5.0 على معظم الأجهزة باستثناء الآي باد 2 والآي فون 4إس.
جورج هوتز، الذي طور أول كسر حماية للآي فون، أطلق أداة كسر حماية للآي فون 3GS التي تعمل بآي أو إس 3.0 المسمى purplera1n, و blackra1n لإصدار 3.1.2 على الجيل الثالث من الآي بود تاتش وأجهزة أخرى.
كومكس أطلق أدوات كسر حماية عديدة لأجهزة آي أو إس، بدئا من أيار 2010 مع كسر الحماية Spirit لنسخ آي أو إس 3.1.2 على أجهزة تشمل الآي باد للمرة الأولى. في تشرين الأول 2010, أطلق كومكس JailbreakMe 2.0, أداة على شبكة الإنترنت التي كانت الأولى لكسر حماية الآي فون 4 (على آي أو إس 4.0.1). في تموز 2011, أطلق كومكس JailbreakMe 3.0, أداة على شبكة الإنترنت لكسر حماية جميع الأجهزة على نسخ معينة من آي أو إس 4.3, التي تشمل الآي باد 2 لأول مرة (على آي أو إس 4.3.3). تم توظيفه من قبل أبل كمتدرب في أب 2011.
فريق Chronic Dev Team أطلق greenpois0n في تشرين الأول 2010, أداة معتمدة على الكمبيوتر لكسر حماية آي أو إس 4.1, ولاحقا لآي أو إس 4.2.1 على معظم الأجهزة بما في ذلك تلفزيون أبل، بالإضافة إلى آي أو إس 4.2.6 على أجهزة آي فون فيرايزون.

### قائمة بأول أدوات كسر الحماية
| جهاز/نظام              | تاريخ الإصدار        | تاريخ أول كسر حماية   | الأداة          | المطور                                               |
| ---------------------- | -------------------- | --------------------- | --------------- | ---------------------------------------------------- |
| آي فون/آي أو إس 1.0    | حزيران 29, 2007      | تموز 10, 2007         |                 | Ziphone                                              |
| آي فون 3G/آي أو إس 2.0 | تموز11، 2008         | تموز20، 2008          | PwnageTool      | iPhone Dev Team                                      |
| آي أو إس 3.0           | آذار 17, 2009        | تموز 19, 2009         | PwnageTool      | iPhone Dev Team                                      |
| آي فون 3GS             | حزيران 19, 2009      | تموز 3, 2009          | purplera1n      | George Hotz                                          |
| آي باد                 | نيسان 30, 2010       | أيار 3, 2010          | Spirit          | comex                                                |
| آي أو إس 4.0           | حزيران 21, 2010      | حزيران 21–23, 2010    | PwnageTool      | iPhone Dev Team                                      |
| آي فون 4               | حزيران 24, 2010      | آب 1, 2010            | JailbreakMe 2.0 | comex                                                |
| آي باد 2               | آذار 11, 2011        | تموز 5, 2011          | JailbreakMe 3.0 | comex                                                |
| آي أو إس 5.0           | تشرين الأول 12, 2011 | تشرين الأول 13, 2011  | redsn0w         | iPhone Dev Team                                      |
| آي باد 2 وآي فون 4S    | تشرين الأول 14, 2011 | كانون الثاني 20, 2012 | Absinthe        | pod2g, Chronic Dev Team, iPhone Dev Team, Dream Team |